# Whittle-le-Woods
Whittle-le-Woods è un villaggio e parrocchia civile dell'Inghilterra, appartenente alla contea del Lancashire.